# Festuca illyrica
Festuca illyrica är en gräsart som beskrevs av Markgr.-dann. Festuca illyrica ingår i släktet svinglar, och familjen gräs.
Artens utbredningsområde är Kroatien. Inga underarter finns listade i Catalogue of Life.